# Gedling
Gedling is een Engels district in het shire-graafschap (non-metropolitan county OF county) Nottinghamshire en telt 118.000 inwoners. De oppervlakte bedraagt 120 km². Zetel is in Arnold.
Van de bevolking is 16,9% ouder dan 65 jaar. De werkloosheid bedraagt 2,9% van de beroepsbevolking (cijfers volkstelling 2001).

## Plaatsen in district Gedling
- Carlton

## Civil parishesin district Gedling
Bestwood St. Albans, Burton Joyce, Calverton, Colwick, Lambley, Linby, Newstead, Papplewick, Ravenshead, Stoke Bardolph, Woodborough.